# Патологија
Патологија је наука о болестима. Изучава морфолошке и физиолошке промене настале услед болести или повреда. У социолошком контексту, патологија означава и стање у коме друштво или институције одступају од своје нормалне структуре и функција.